# Grosse Quinte
La Grosse Quinte est un jeu d'orgue de la famille des mutations et plus particulièrement de la famille des grosses mutations.
Étymologie : de cinq, parce qu’elle désigne le cinquième degré de l'échelle diatonique. On la dit grosse parce qu’elle parle une ou deux octaves plus bas que la quinte naturelle du 8 pieds (et ses tuyaux sont donc deux ou quatre fois plus grands).

## Description
La Grosse Quinte est généralement un jeu de fond flûté donnant le troisième harmonique du fondamental du jeu de 16 pieds. Plus rarement elle sera harmonisée en principal doux. C’est un jeu de 5 1/3 pieds aux manuels et de 10 2/3 à la pédale.
C’est uniquement au pédalier qu’on lui donne parfois le nom de Basse de Nasard ou Quinte Basse (Quint Bass en anglais, Quintbass, Quintenbass en allemand).

## Utilisation
La Grosse Quinte manuelle de 5 1/3 est un jeu de mutation assez rare ; elle entre traditionnellement dans la composition du grand jeu de tierce à la française : Fonds 16, 8, 4, 2, Grosse Quinte 5 1/3 (ou Gros Nasard), Grosse Tierce 3 1/5, Nasard 2 2/3, Tierce 1 3/5. Mais comme elle est facultative, on en fait souvent l’économie, lui préférant parfois un quintaton de 16.
En revanche, la Grosse Quinte 10 2/3 de pédale est un jeu très répandu, même sur des instruments modestes car c’est un moyen économique d’obtenir un 32 pieds en exploitant un phénomène acoustique, celui du « son résultant. »
Quand on tire ensemble un 16’ et la Grosse Quinte 10 2/3, les 2 tuyaux qui parlent émettent respectivement le deuxième et le troisième harmonique d’un fondamental virtuel de 32’. Il n’est pas là, mais l’oreille, “habituée” à entendre ses harmoniques, va le “recréer”, en distinguant les “battements” dont la fréquence est la différence des deux sons graves réellement émis. On croit vraiment entendre le 32’. On a donc économisé un jeu de 32’, dont le tuyau le plus long fait quand même plus de 10,50 m (5,30 m si c’est un bourdon). C’est pourquoi les organistes disent souvent que le 10 2/3 est le « 32’ du pauvre ».
Exemple : le Do 1, le plus grave de la pédale est enfoncé avec :
- un 16’, jouant le Do 0, de fréquence 33 Hz
- la Grosse Quinte 10’2/3, jouant le Sol 0 naturel, de fréquence 49,5 Hz

Il se produit un “battement”, de fréquence 49,5 – 33 = 16,5 Hz, soit celle du Do –1, note que produirait le 32’ absent. Ce phénomène n’est évidemment pas parfait et ne fonctionne qu’aux notes les plus basses. Dès la deuxième octave, l’oreille entend distinctement la quinte et l’effet de basse résultante s’amenuise. En outre un son résultant soustractif est inévitablement accompagné de son miroir, le son résultant additif. Dans l’exemple ci-dessus on entendra donc, en plus de la résultante 32’, bien qu’atténuée, la tierce harmonique 6 2/5 (49,5 + 33 = 82,5 Hz).
Beaucoup plus rare est la Grosse Quinte de 21’1/3 qui correspond à une résultante de 64 pieds. Pour justifier la présence de registre aussi grave, il faut un orgue monumental.

## Dénominations
- Français : GROSSE QUINTE, GROS NASARD, GRAND NAZARD, GRANDE QUINTE, BASSE DE NASARD, QUINTE BASSE (ou BASSE QUINTE)
- Anglais : FIFTH, MEGALOPENTE, GRAND QUINT, MAJOR QUINTE, QUINT BASS, QUINT TIBIA
- Allemand : GROSS QUINT, GROSS NASARD, GROSSNASAT, GROSSNASSAT, QUINTBASS, QUINTENBASS, FÜLLQUINTE
- Italien : QUINTA

## Occurrences
- Grosse Quinte 5 1/3 : Grand-Orgue - Orgue Cavaillé-Coll - Église Saint Sulpice (Paris)
- Gros Nasard 5 1/3 : Grand-Orgue - Orgue Gonzalez (1967) - Dargassies (1991) - Maison de Radio-France (Paris)
- Grande Quinte 10 2/3 : Pédalier - Orgue Gonzalez (1967) - Dargassies (1991) - Maison de Radio-France (Paris)
- Basse Quinte 10 2/3 : Pédalier - Orgue Fisk de la Cathédrale de Lausanne (Suisse)
- Grosse Quinte 21 1/3 : Pédalier - Orgue Fisk de la Cathédrale de Lausanne (Suisse)
- Quint Tibia 21 1/3 : Pédalier - Convention Hall - Atlantic City (New Jersey - États-Unis)
- Grosse Quinte 10 2/3 : Pédalier - Grandes Orgues de la Cathédrale de Strasbourg (Alsace - France)